# NGC 7320
NGC 7320 este o galaxie spirală situată în constelația Pegas. A fost descoperită în 23 septembrie 1876 de către Édouard Stephan⁠(d). Se află la o distanță de 47.000.000 al de Pământ.